# Kuriakose Mar Clemis
Kuriakose Mar Clemis (Klemens) – duchowny Malankarskiego Kościoła Ortodoksyjnego, obecny biskup Thumpamon. Sakrę otrzymał w 1991 roku.